# Serie A 2018-2019 (pallacanestro maschile)
La Serie A 2018-2019, chiamata per ragioni di sponsorizzazione LBA PosteMobile, è stata la 97ª edizione del massimo campionato italiano di pallacanestro maschile. Il titolo di campione d'Italia è andato alla Reyer Venezia (al 4º Scudetto della propria storia, secondo in tre anni) che nella serie di finale dei playoff ha sconfitto per 4-3 la Dinamo Sassari.
Il campionato prevedeva una sola retrocessione per via dell'allargamento a 18 squadre dalla stagione successiva. Al termine della stagione regolare è retrocessa in Serie A2 la Auxilium Pallacanestro Torino, successivamente esclusa da ogni competizione per inadempienze economiche che l'hanno condotta al fallimento.

## Regolamento
Al via del campionato, le squadre partecipanti sono 16. Il posto della squadra retrocessa nella scorsa stagione, l'Orlandina Basket, è stato preso dall'Alma Trieste, che ritorna così in Serie A dopo 14 anni, a seguito del fallimento del 2004.
La stagione regolare prevede che ogni squadra disputi 30 partite, giocando contro tutte le altre squadre due volte in un girone di andata ed uno di ritorno. Al termine verranno disputati dei play-off fra le migliori otto squadre in classifica. La squadra che si è classificata in fondo alla classifica della stagione regolare retrocede in Serie A2, venendo rimpiazzata nella stagione successiva dalle 3 squadre vincitrici del campionato "cadetto".
Il 26 gennaio 2018, il Consiglio Federale ha approvato il cambiamento alle regole dei format per la formazione delle squadre. Ad ogni squadra è concesso di avere in rosa 5 o 6 giocatori stranieri, scegliendo in alternativa una delle due seguenti soluzioni:
- 5 giocatori stranieri provenienti da qualsiasi paese + 5 giocatori di formazione italiana;
- 6 giocatori stranieri provenienti da qualsiasi paese + 6 giocatori di formazione italiana;

Scegliendo la formula del "5+5", la squadra accede ai premi distribuiti a fine anno; scegliendo invece la formula "6+6", il club non può competere per alcun premio e dovrà anche pagare una luxury-tax di 40.000 euro.

## Squadre partecipanti
| Club              | Stagione | Città         | Palazzetto                     | Stagione precedente                            |
| ----------------- | -------- | ------------- | ------------------------------ | ---------------------------------------------- |
| Aquila Trento     | dettagli | Trento        | PalaTrento                     | 5ª in Serie A                                  |
| Auxilium Torino   | dettagli | Torino        | PalaVela                       | 11ª in Serie A                                 |
| Leonessa Brescia  | dettagli | Brescia       | PalaLeonessa                   | 3ª in Serie A                                  |
| N.B. Brindisi     | dettagli | Brindisi      | PalaPentassuglia               | 14ª in Serie A                                 |
| Pall. Cantù       | dettagli | Cantù         | PalaDesio (Desio)              | 7ª in Serie A                                  |
| Dinamo Sassari    | dettagli | Sassari       | Palasport Roberta Serradimigni | 10ª in Serie A                                 |
| Olimpia Milano    | dettagli | Milano        | Mediolanum Forum               | 7ª in Serie A, Campione                        |
| V.L. Pesaro       | dettagli | Pesaro        | Adriatic Arena                 | 15ª in Serie A                                 |
| Pistoia Basket    | dettagli | Pistoia       | PalaCarrara                    | 13ª in Serie A                                 |
| Pall. Reggiana    | dettagli | Reggio Emilia | PalaBigi                       | 12ª in Serie A                                 |
| Scandone Avellino | dettagli | Avellino      | Palasport Giacomo Del Mauro    | 4ª in Serie A                                  |
| Reyer Venezia     | dettagli | Venezia       | Palasport Taliercio (Mestre)   | 1ª in Serie A                                  |
| Pall. Trieste     | dettagli | Trieste       | Allianz Dome                   | 1º girone Est in Serie A2, promossa ai playoff |
| Vanoli Cremona    | dettagli | Cremona       | Palasport Mario Radi           | 8ª in Serie A                                  |
| Pall. Varese      | dettagli | Varese        | Palasport Lino Oldrini         | 6ª in Serie A                                  |
| Virtus Bologna    | dettagli | Bologna       | PalaDozza                      | 9ª in Serie A                                  |

### Allenatori e primatisti
| Squadra           | Allenatore                                                         | Capitano            | Cestista più presente                                | Miglior marcatore      |
| ----------------- | ------------------------------------------------------------------ | ------------------- | ---------------------------------------------------- | ---------------------- |
| Aquila Trento     | Maurizio Buscaglia                                                 | Andrés Forray       | Andrés Forray Davide Pascolo Fabio Mian (30)         | Devyn Marble (382)     |
| Auxilium Torino   | Larry Brown (1ª-12ª) Paolo Galbiati (13ª-)                         | Giuseppe Poeta      | Jamil Wilson (30)                                    | Dallas Moore (366)     |
| Brescia           | Andrea Diana                                                       |                     | 5 giocatori (30)                                     | Awudu Abass (417)      |
| Brindisi          | Francesco Vitucci                                                  | Adrian Banks        | 4 giocatori (30)                                     | Adrian Banks (440)     |
| Cantù             | Evgenij Pašutin (1ª-13ª) Nicola Brienza (14ª-)                     | Salvatore Parrillo  | Frank Gaines Gerry Blakes (30)                       | Frank Gaines (609)     |
| Dinamo Sassari    | Vincenzo Esposito (1ª-19ª) Gianmarco Pozzecco (20ª-)               | Giacomo Devecchi    | 4 giocatori (29)                                     | Jack Cooley (420)      |
| Olimpia Milano    | Simone Pianigiani                                                  | Andrea Cinciarini   | Simone Fontecchio (29)                               | Mike James (359)       |
| Pesaro            | Massimo Galli (1ª-14ª) Matteo Boniciolli (15ª-)                    | Andrea Ancellotti   | 5 giocatori (30)                                     | James Blackmon (591)   |
| Pistoia           | Alessandro Ramagli (1ª-23ª) Fabio Bongi (24ª) Paolo Moretti (25ª-) | Gianluca Della Rosa | 4 giocatori (28)                                     | L.J. Peak (355)        |
| Reggiana          | Devis Cagnardi (1ª-18ª) Stefano Pillastrini (19ª-)                 | Riccardo Cervi      | Federico Mussini (30)                                | Riccardo Cervi (232)   |
| Reyer Venezia     | Walter De Raffaele                                                 | Marquez Haynes      | Andrea De Nicolao Marquez Haynes Mitchell Watt (30)  | Mitchell Watt (460)    |
| Scandone Avellino | Nenad Vučinić (1ª-25ª) Massimo Maffezzoli (26ª-)                   | Lorenzo D'Ercole    | Keifer Sykes (30)                                    | Keifer Sykes (515)     |
| Trieste           | Eugenio Dalmasson                                                  | Andrea Coronica     | Juan Fernández Daniele Cavaliero William Mosley (30) | Chris Wright (369)     |
| Vanoli Cremona    | Romeo Sacchetti                                                    | Travis Diener       | 5 giocatori (29)                                     | Drew Crawford (417)    |
| Varese            | Attilio Caja                                                       | Giancarlo Ferrero   | 6 giocatori (30)                                     | Aleksa Avramović (532) |
| Virtus Bologna    | Stefano Sacripanti (1ª-21ª( Aleksandar Đorđević (22ª-)             | Pietro Aradori      | Tony Taylor Amath M'Baye (30)                        | Kevin Punter (411)     |

## Cambi di allenatore
| Squadra                         | Allenatore uscente   | Motivo                  | Data             | Posto in classifica | Allenatore entrante          | Data             |
| ------------------------------- | -------------------- | ----------------------- | ---------------- | ------------------- | ---------------------------- | ---------------- |
| Grissin Bon Reggio Emilia       | Massimiliano Menetti | Risoluzione consensuale | 17 maggio 2018   | Pre-season          | Devis Cagnardi               | 23 maggio 2018   |
| The Flexx Pistoia               | Vincenzo Esposito    | Risoluzione consensuale | 19 maggio 2018   | Pre-season          | Alessandro Ramagli           | 12 giugno 2018   |
| Banco di Sardegna Sassari       | Zare Markovski       | Risoluzione consensuale | 22 maggio 2018   | Pre-season          | Vincenzo Esposito            | 22 maggio 2018   |
| Segafredo Virtus Bologna        | Alessandro Ramagli   | Risoluzione             | 25 maggio 2018   | Pre-season          | Stefano Sacripanti           | 12 giugno 2018   |
| Acqua San Bernardo Cantù        | Marco Sodini         | Dimissioni              | 29 maggio 2018   | Pre-season          | Evgenij Pašutin              | 7 giugno 2018    |
| Sidigas Avellino                | Stefano Sacripanti   | Risoluzione consensuale | 1º giugno 2018   | Pre-season          | Nenad Vučinić                | 12 giugno 2018   |
| Fiat Torino                     | Paolo Galbiati       | Dimissioni              | 19 giugno 2018   | Pre-season          | Larry Brown                  | 17 giugno 2018   |
| Fiat Torino                     | Larry Brown          | Dimissioni              | 27 dicembre 2018 | 12°                 | Paolo Galbiati               | 27 dicembre 2018 |
| Victoria Libertas Pallacanestro | Massimo Galli        | Esonerato               | 6 gennaio 2019   | 14°                 | Matteo Boniciolli            | 8 gennaio 2019   |
| Acqua San Bernardo Cantù        | Evgenij Pašutin      | Dimissioni              | 30 gennaio 2019  | 14°                 | Nicola Brienza               | 30 gennaio 2019  |
| Grissin Bon Reggio Emilia       | Devis Cagnardi       | Esonerato               | 4 febbraio 2019  | 15°                 | Stefano Pillastrini          | 6 febbraio 2019  |
| Banco di Sardegna Sassari       | Vincenzo Esposito    | Dimissioni              | 11 febbraio 2019 | 8°                  | Gianmarco Pozzecco           | 11 febbraio 2019 |
| Segafredo Virtus Bologna        | Stefano Sacripanti   | Esonerato               | 11 marzo 2019    | 10°                 | Aleksandar Đorđević          | 11 marzo 2019    |
| OriOra Pistoia                  | Alessandro Ramagli   | Esonerato               | 28 marzo 2019    | 16°                 | Fabio Bongi (interim)        | 28 marzo 2019    |
| OriOra Pistoia                  | Fabio Bongi          | Fine interim            | 31 marzo 2019    | 16°                 | Paolo Moretti                | 2 aprile 2019    |
| Sidigas Avellino                | Nenad Vučinić        | Risoluzione consensuale | 10 aprile 2019   | 7°                  | Massimo Maffezzoli (interim) | 10 aprile 2019   |

### Classifica
Aggiornata al 12 maggio 2019.
|  | Pos. | Squadra                   | PT | G  | V  | P  | PF   | PS   | Dif  | SD        |
|  | ---- | ------------------------- | -- | -- | -- | -- | ---- | ---- | ---- | --------- |
|  | 1.   | A\|X Armani Exchange      | 46 | 30 | 23 | 7  | 2609 | 2391 | +218 |           |
|  | 2.   | Vanoli Basket Cremona     | 40 | 30 | 20 | 10 | 2504 | 2360 | +144 | +4        |
|  | 3.   | Umana Reyer Venezia       | 40 | 30 | 20 | 10 | 2440 | 2256 | +184 | -4        |
|  | 4.   | Banco di Sardegna Sassari | 36 | 30 | 18 | 12 | 2593 | 2436 | +157 | +1        |
|  | 5.   | Happy Casa Brindisi       | 36 | 30 | 18 | 12 | 2454 | 2370 | +84  | -1        |
|  | 6.   | Dolomiti Energia Trentino | 34 | 30 | 17 | 13 | 2383 | 2410 | -27  |           |
|  | 7.   | Alma Trieste              | 32 | 30 | 16 | 14 | 2634 | 2527 | +107 | 4-2       |
|  | 8.   | Sidigas Avellino          | 32 | 30 | 16 | 14 | 2470 | 2456 | +14  | 3-3 / 2-0 |
|  | 9.   | Openjobmetis Varese       | 32 | 30 | 16 | 14 | 2386 | 2284 | +102 | 3-3 / 0-2 |
|  | 10.  | Acqua S.Bernardo Cantù    | 32 | 30 | 16 | 14 | 2526 | 2571 | -45  | 2-4       |
|  | 11.  | Segafredo Virtus Bologna  | 30 | 30 | 15 | 15 | 2387 | 2411 | -24  |           |
|  | 12.  | Germani Basket Brescia    | 28 | 30 | 14 | 16 | 2408 | 2443 | -35  |           |
|  | 13.  | Grissin Bon Reggio Emilia | 18 | 30 | 9  | 21 | 2363 | 2493 | -130 |           |
|  | 14.  | VL Pesaro                 | 14 | 30 | 7  | 23 | 2382 | 2754 | -372 |           |
|  | 15.  | Oriora Pistoia            | 12 | 30 | 6  | 24 | 2253 | 2511 | -258 |           |
|  | 16.  | Fiat Torino (-8)          | 10 | 30 | 9  | 21 | 2492 | 2611 | -119 |           |

      Campione d'Italia.
      Ammesse ai playoff scudetto.
      Retrocessa in Serie A2
  Vincitrice del campionato italiano
  Vincitrice della Supercoppa italiana 2018
  Vincitrice della Coppa Italia 2019
In caso di parità tra due squadre si considera la differenza canestri degli scontri diretti, in caso di scarto nullo si considera il coefficiente canestri (PF/PS). In caso di parità tra tre o più squadre si procede al calcolo della classifica avulsa, prendendo in considerazione come primo elemento il totale degli scontri diretti tra le squadre interne alla classifica avulsa, in caso di parità interna tra due squadre si prosegue con le regole per la parità tra due squadre.
Note:
- Per la gara del 4 febbraio 2019 OriOra Pistoia-A|X Armani Exchange Olimpia Milano il Giudice Sportivo Nazionale dispone la vittoria 20 a 0 per l'OriOra Pistoia per la posizione irregolare di Nunnally[22].
- Per la gara del 3 marzo 2019 Banco di Sardegna Sassari-Vanoli Basket Cremona il Giudice Sportivo Nazionale dispone la vittoria 20 a 0 per la Vanoli Cremona per la posizione irregolare di Pozzecco[23].
- L'Auxilium Pallacanestro Torino (Fiat Torino) è stata penalizzata di 8 punti.[24]

### Risultati
Aggiornati al 12 maggio 2019.
| Risultati                 | AVE    | BOL   | BRE   | BRI    | CAN    | CRE     | MIL     | PES    | PIS     | REG    | SAS    | TOR     | TNT    | TRI    | VAR    | VEN    |
| ------------------------- | ------ | ----- | ----- | ------ | ------ | ------- | ------- | ------ | ------- | ------ | ------ | ------- | ------ | ------ | ------ | ------ |
| Sidigas Avellino          |        | 90-96 | 79-67 | 83-87  | 98-81  | 62-70   | 85-81   | 82-81  | 82-78   | 91-59  | 86-78  | 109-82  | 110-72 | 96-97  | 76-71  | 49-79  |
| Segafredo Virtus Bologna  | 88-66  |       | 88-80 | 61-77  | 90-81  | 66-84   | 79-88   | 78-70  | 67-78   | 81-69  | 74-86  | 82-79   | 74-69  | 82-74  | 84-72  | 76-77  |
| Germani Basket Brescia    | 74-77  | 77-75 |       | 97-80  | 81-63  | 86-89   | 92-86   | 84-81  | 87-79   | 83-79  | 71-95  | 83-76   | 79-84  | 77-85  | 78-73  | 72-70  |
| Happy Casa Brindisi       | 68-70  | 89-81 | 72-65 |        | 76-59  | 80-86   | 101-92  | 88-73  | 80-70   | 67-75  | 84-90  | 96-89   | 76-81  | 85-77  | 81-77  | 71-65  |
| Acqua S.Bernardo Cantù    | 83-73  | 96-94 | 82-76 | 81-79  |        | 82-66   | 74-101  | 87-90  | 100-79  | 101-95 | 88-97  | 86-76   | 84-72  | 66-88  | 84-75  | 71-93  |
| Vanoli Basket Cremona     | 94-88  | 87-70 | 88-91 | 93-86  | 79-96  |         | 76-72   | 97-64  | 90-80   | 98-81  | 80-73  | 100-87  | 84-89  | 87-78  | 79-82  | 80-65  |
| A\|X Armani Exchange      | 85-79  | 94-75 | 87-75 | 103-92 | 98-91  | 76-75   |         | 111-74 | 107-83  | 100-75 | 79-93  | 110-91  | 86-78  | 93-88  | 72-67  | 86-87  |
| VL Pesaro                 | 91-89  | 89-86 | 86-92 | 80-101 | 72-80  | 106-122 | 82-97   |        | 83-77   | 73-100 | 81-88  | 102-98  | 65-77  | 103-77 | 78-98  | 86-89  |
| Oriora Pistoia            | 73-88  | 71-81 | 73-70 | 74-90  | 74-84  | 73-90   | 20-0    | 77-81  |         | 76-80  | 82-90  | 78-81   | 70-78  | 77-90  | 71-65  | 69-97  |
| Grissin Bon Reggio Emilia | 75-91  | 81-89 | 79-82 | 82-76  | 89-99  | 82-81   | 67-71   | 108-66 | 82-84   |        | 85-77  | 85-98   | 80-84  | 71-84  | 74-68  | 82-74  |
| Banco di Sardegna Sassari | 105-84 | 90-72 | 95-87 | 98-103 | 87-81  | 0-20    | 106-107 | 114-73 | 111-113 | 82-71  |        | 96-82   | 88-70  | 102-97 | 71-60  | 83-86  |
| Fiat Torino               | 79-96  | 64-80 | 89-91 | 66-72  | 96-106 | 88-94   | 71-93   | 93-71  | 86-80   | 77-58  | 102-83 |         | 86-84  | 86-74  | 72-66  | 66-73  |
| Dolomiti Energia Trentino | 97-79  | 71-65 | 76-75 | 76-79  | 92-97  | 99-104  | 77-79   | 81-76  | 82-73   | 68-60  | 71-66  | 95-87   |        | 82-75  | 74-71  | 64-87  |
| Alma Trieste              | 110-64 | 88-92 | 90-86 | 71-92  | 102-82 | 97-80   | 73-77   | 105-68 | 96-79   | 104-88 | 65-86  | 115-110 | 85-74  |        | 96-104 | 104-85 |
| Openjobmetis Varese       | 79-83  | 79-86 | 81-80 | 85-67  | 89-71  | 83-64   | 84-94   | 81-75  | 98-70   | 92-80  | 84-73  | 77-60   | 93-85  | 78-66  |        | 87-79  |
| Umana Reyer Venezia       | 76-65  | 94-75 | 86-70 | 70-59  | 94-90  | 78-67   | 81-84   | 97-62  | 95-72   | 76-71  | 98-90  | 76-75   | 77-81  | 75-83  | 61-66  |        |

#### Punteggi in divenire
Aggiornati al 12 maggio 2019.
|               | 1ª | 2ª | 3ª | 4ª | 5ª | 6ª | 7ª | 8ª | 9ª | 10ª | 11ª | 12ª | 13ª | 14ª | 15ª | 16ª | 17ª | 18ª | 19ª | 20ª | 21ª | 22ª | 23ª | 24ª | 25ª | 26ª | 27ª | 28ª | 29ª | 30ª |
| ------------- | -- | -- | -- | -- | -- | -- | -- | -- | -- | --- | --- | --- | --- | --- | --- | --- | --- | --- | --- | --- | --- | --- | --- | --- | --- | --- | --- | --- | --- | --- |
| Avellino      | 2  | 2  | 2  | 4  | 6  | 8  | 10 | 10 | 12 | 12  | 14  | 16  | 18  | 20  | 22  | 22  | 22  | 22  | 24  | 24  | 26  | 28  | 28  | 28  | 28  | 28  | 30  | 30  | 30  | 32  |
| Bologna       | 2  | 2  | 4  | 4  | 4  | 6  | 8  | 8  | 8  | 10  | 10  | 12  | 12  | 14  | 16  | 18  | 18  | 20  | 20  | 20  | 20  | 22  | 24  | 24  | 24  | 24  | 26  | 28  | 28  | 30  |
| Brescia       | 0  | 2  | 2  | 2  | 4  | 4  | 4  | 6  | 6  | 8   | 10  | 10  | 10  | 10  | 12  | 14  | 16  | 16  | 16  | 18  | 18  | 20  | 22  | 24  | 24  | 24  | 26  | 26  | 28  | 28  |
| Brindisi      | 0  | 2  | 2  | 4  | 6  | 8  | 10 | 10 | 10 | 10  | 12  | 12  | 14  | 14  | 16  | 18  | 20  | 22  | 24  | 24  | 26  | 26  | 28  | 28  | 30  | 32  | 32  | 34  | 36  | 36  |
| Cantù         | 0  | 2  | 4  | 6  | 6  | 6  | 6  | 6  | 6  | 6   | 6   | 6   | 8   | 10  | 10  | 12  | 14  | 16  | 18  | 20  | 22  | 24  | 24  | 24  | 26  | 26  | 28  | 30  | 32  | 32  |
| Cremona       | 2  | 4  | 4  | 6  | 8  | 10 | 10 | 10 | 12 | 14  | 14  | 16  | 18  | 18  | 20  | 20  | 22  | 22  | 24  | 26  | 28  | 28  | 30  | 30  | 32  | 34  | 36  | 38  | 40  | 40  |
| Milano        | 2  | 4  | 6  | 8  | 10 | 12 | 14 | 16 | 18 | 20  | 22  | 24  | 24  | 26  | 28  | 28  | 30  | 30  | 32  | 34  | 36  | 36  | 36  | 38  | 38  | 40  | 40  | 42  | 44  | 46  |
| Pesaro        | 2  | 2  | 2  | 2  | 2  | 4  | 6  | 8  | 8  | 8   | 8   | 8   | 8   | 8   | 10  | 12  | 12  | 12  | 12  | 12  | 12  | 12  | 12  | 14  | 14  | 14  | 14  | 14  | 14  | 14  |
| Pistoia       | 0  | 0  | 0  | 0  | 0  | 0  | 2  | 4  | 6  | 6   | 6   | 6   | 6   | 8   | 8   | 8   | 8   | 10  | 10  | 10  | 10  | 10  | 10  | 10  | 12  | 12  | 12  | 12  | 12  | 12  |
| Reggio Emilia | 2  | 2  | 2  | 2  | 4  | 4  | 4  | 4  | 6  | 6   | 6   | 6   | 8   | 10  | 10  | 10  | 10  | 10  | 10  | 10  | 10  | 10  | 12  | 14  | 14  | 14  | 14  | 14  | 16  | 18  |
| Sassari       | 0  | 2  | 4  | 6  | 6  | 6  | 6  | 6  | 8  | 8   | 8   | 10  | 12  | 14  | 16  | 18  | 18  | 18  | 18  | 18  | 18  | 20  | 22  | 24  | 26  | 28  | 30  | 32  | 34  | 36  |
| Torino        | 0  | 2  | 4  | 4  | 4  | 4  | 4  | 4  | 6  | 6   | 8   | 8   | 8   | 8   | 8   | 8   | 8   | 10  | 12  | 12  | 12  | 12  | 12  | 12  | 14  | 16  | 16  | 16  | 16  | 10  |
| Trento        | 0  | 0  | 0  | 0  | 0  | 2  | 2  | 4  | 4  | 6   | 8   | 10  | 12  | 12  | 12  | 14  | 14  | 16  | 18  | 20  | 22  | 24  | 24  | 26  | 28  | 30  | 32  | 32  | 32  | 34  |
| Trieste       | 0  | 0  | 2  | 2  | 4  | 4  | 6  | 8  | 8  | 10  | 12  | 14  | 14  | 14  | 14  | 14  | 16  | 18  | 18  | 20  | 22  | 22  | 24  | 26  | 28  | 30  | 32  | 32  | 32  | 32  |
| Varese        | 2  | 2  | 4  | 6  | 6  | 6  | 8  | 10 | 12 | 14  | 14  | 16  | 18  | 18  | 18  | 18  | 20  | 20  | 22  | 24  | 24  | 26  | 26  | 28  | 28  | 28  | 28  | 30  | 32  | 32  |
| Venezia       | 2  | 4  | 6  | 8  | 10 | 12 | 12 | 14 | 14 | 16  | 18  | 18  | 18  | 20  | 20  | 22  | 24  | 26  | 26  | 28  | 30  | 32  | 34  | 34  | 34  | 36  | 36  | 38  | 38  | 40  |

Legenda:
Si assegnano due punti per vittoria e zero per sconfitta. Non è contemplato il pareggio.
       Vittoria
       Sconfitta

#### Classifica in divenire
Aggiornata al 12 maggio 2019.
|               | 1ª | 2ª | 3ª | 4ª | 5ª | 6ª | 7ª | 8ª | 9ª | 10ª | 11ª | 12ª | 13ª | 14ª | 15ª | 16ª | 17ª | 18ª | 19ª | 20ª | 21ª | 22ª | 23ª | 24ª | 25ª | 26ª | 27ª | 28ª | 29ª | 30ª |
| ------------- | -- | -- | -- | -- | -- | -- | -- | -- | -- | --- | --- | --- | --- | --- | --- | --- | --- | --- | --- | --- | --- | --- | --- | --- | --- | --- | --- | --- | --- | --- |
| Avellino      | 1  | 4  | 9  | 10 | 5  | 4  | 3  | 5  | 5  | 5   | 5   | 5   | 5   | 3   | 2   | 3   | 4   | 4   | 4   | 4   | 4   | 4   | 4   | 4   | 7   | 7   | 8   | 8   | 10  | 8   |
| Bologna       | 6  | 10 | 6  | 7  | 10 | 7  | 7  | 8  | 9  | 8   | 8   | 8   | 10  | 8   | 8   | 8   | 8   | 6   | 7   | 7   | 10  | 9   | 7   | 10  | 11  | 11  | 11  | 11  | 11  | 11  |
| Brescia       | 9  | 9  | 10 | 12 | 11 | 11 | 13 | 11 | 12 | 10  | 9   | 11  | 11  | 11  | 11  | 11  | 10  | 11  | 12  | 12  | 12  | 12  | 12  | 11  | 12  | 12  | 12  | 12  | 12  | 12  |
| Brindisi      | 15 | 5  | 11 | 8  | 6  | 5  | 4  | 6  | 6  | 7   | 7   | 7   | 6   | 7   | 7   | 7   | 6   | 5   | 5   | 6   | 5   | 6   | 5   | 5   | 4   | 4   | 4   | 4   | 4   | 5   |
| Cantù         | 16 | 12 | 4  | 4  | 8  | 8  | 9  | 12 | 13 | 12  | 14  | 14  | 14  | 12  | 13  | 13  | 11  | 10  | 10  | 9   | 8   | 7   | 9   | 12  | 10  | 10  | 10  | 9   | 8   | 10  |
| Cremona       | 5  | 3  | 8  | 5  | 3  | 3  | 5  | 4  | 3  | 4   | 3   | 3   | 4   | 5   | 4   | 4   | 3   | 3   | 3   | 3   | 3   | 3   | 3   | 3   | 3   | 3   | 3   | 3   | 2   | 2   |
| Milano        | 2  | 2  | 2  | 2  | 2  | 2  | 1  | 1  | 1  | 1   | 1   | 1   | 1   | 1   | 1   | 1   | 1   | 1   | 1   | 1   | 1   | 1   | 1   | 1   | 1   | 1   | 1   | 1   | 1   | 1   |
| Pesaro        | 4  | 13 | 14 | 13 | 14 | 12 | 11 | 7  | 7  | 11  | 13  | 13  | 13  | 14  | 14  | 12  | 13  | 13  | 13  | 13  | 13  | 13  | 14  | 14  | 14  | 15  | 15  | 15  | 15  | 14  |
| Pistoia       | 13 | 16 | 16 | 16 | 16 | 16 | 16 | 16 | 11 | 14  | 15  | 15  | 16  | 16  | 16  | 16  | 16  | 16  | 15  | 15  | 15  | 15  | 16  | 16  | 16  | 16  | 16  | 16  | 16  | 15  |
| Reggio Emilia | 3  | 7  | 12 | 14 | 13 | 14 | 14 | 14 | 15 | 16  | 16  | 16  | 15  | 13  | 12  | 14  | 14  | 15  | 16  | 16  | 16  | 16  | 15  | 13  | 15  | 14  | 14  | 14  | 14  | 13  |
| Sassari       | 14 | 8  | 5  | 3  | 4  | 6  | 8  | 10 | 8  | 9   | 11  | 10  | 9   | 6   | 6   | 6   | 7   | 8   | 8   | 11  | 11  | 11  | 11  | 9   | 9   | 8   | 7   | 5   | 5   | 4   |
| Torino        | 10 | 6  | 3  | 9  | 9  | 10 | 12 | 13 | 14 | 13  | 12  | 12  | 12  | 15  | 15  | 15  | 15  | 14  | 14  | 14  | 14  | 14  | 13  | 15  | 13  | 13  | 13  | 13  | 13  | 16  |
| Trento        | 12 | 15 | 15 | 15 | 15 | 15 | 15 | 15 | 16 | 15  | 10  | 9   | 8   | 10  | 10  | 10  | 12  | 12  | 11  | 10  | 9   | 8   | 10  | 8   | 8   | 6   | 6   | 6   | 9   | 6   |
| Trieste       | 11 | 14 | 13 | 11 | 12 | 13 | 10 | 9  | 10 | 6   | 6   | 6   | 7   | 9   | 9   | 9   | 9   | 9   | 9   | 8   | 7   | 10  | 8   | 7   | 5   | 5   | 5   | 7   | 7   | 7   |
| Varese        | 7  | 11 | 7  | 6  | 7  | 9  | 6  | 3  | 4  | 3   | 4   | 4   | 2   | 4   | 5   | 5   | 5   | 7   | 6   | 5   | 6   | 5   | 6   | 6   | 6   | 9   | 9   | 10  | 6   | 9   |
| Venezia       | 8  | 1  | 1  | 1  | 1  | 1  | 2  | 2  | 2  | 2   | 2   | 2   | 3   | 2   | 3   | 2   | 2   | 2   | 2   | 2   | 2   | 2   | 2   | 2   | 2   | 2   | 2   | 2   | 3   | 3   |

Legenda:
       Prima classificata
       Qualificata ai playoff scudetto
       Ultima classificata

## Calendario
Aggiornato al 12 maggio 2019.
| andata (1ª)                                                     | andata (1ª) | 1ª giornata                                         | ritorno (16ª) | ritorno (16ª) |
|                                                                 |             |                                                     |               |               |
| 6 ott. 18:00                                                    | 98-81       | Sidigas Avellino-Acqua S.Bernardo Cantù             | 73-83         | 19 gen. 20:30 |
| 6 ott. Archiviato il 21 gennaio 2019 in Internet Archive. 20:30 | 99-104      | Dolomiti Energia Trentino-Vanoli Basket Cremona     | 89-84         | 20 gen. 20:45 |
| 7 ott. 17:00                                                    | 85-77       | Grissin Bon Reggio Emilia-Banco di Sardegna Sassari | 71-82         | 20 gen. 12:00 |
| 7 ott. 17:30                                                    | 103-92      | A\|X Armani Exchange-Happy Casa Brindisi            | 92-101        | 20 gen. 17:00 |
| 7 ott. 18:15                                                    | 76-75       | Umana Reyer Venezia-Fiat Torino                     | 73-66         | 20 gen. 16:00 |
| 7 ott. 18:30                                                    | 83-77       | VL Pesaro-Oriora Pistoia                            | 81-77         | 20 gen. 17:30 |
| 7 ott. 19:30                                                    | 81-80       | Openjobmetis Varese-Germani Basket Brescia          | 73-78         | 20 gen. 19:05 |
| 7 ott. 20:45                                                    | 88-92       | Alma Trieste-Segafredo Virtus Bologna               | 74-82         | 20 gen. 18:00 |

| andata (2ª)   | andata (2ª) | 2ª giornata                                      | ritorno (17ª) | ritorno (17ª) |
|               |             |                                                  |               |               |
| 13 ott. 20:30 | 86-74       | Fiat Torino-Alma Trieste                         | 110-115       | 27 gen. 17:30 |
| 14 ott. 12:00 | 71-60       | Banco di Sardegna Sassari-Openjobmetis Varese    | 73-84         | 27 gen. 20:45 |
| 14 ott. 17:00 | 94-88       | Vanoli Basket Cremona-Sidigas Avellino           | 70-62         | 27 gen. 17:00 |
| 14 ott. 17:30 | 79-88       | Segafredo Virtus Bologna-A\|X Armani Exchange    | 75-94         | 27 gen. 17:00 |
| 14 ott. 18:00 | 83-79       | Germani Basket Brescia-Grissin Bon Reggio Emilia | 82-79         | 27 gen. 18:00 |
| 14 ott. 18:30 | 69-97       | Oriora Pistoia-Umana Reyer Venezia               | 72-95         | 27 gen. 19:05 |
| 14 ott. 19:00 | 88-73       | Happy Casa Brindisi-VL Pesaro                    | 101-80        | 26 gen. 20:30 |
| 14 ott. 20:45 | 84-72       | Acqua S.Bernardo Cantù-Dolomiti Energia Trentino | 97-92         | 27 gen. 12:00 |

| andata (3ª)   | andata (3ª) | 3ª giornata                                   | ritorno (18ª) | ritorno (18ª) |
|               |             |                                               |               |               |
| 20 ott. 20:30 | 79-96       | Vanoli Basket Cremona-Acqua S.Bernardo Cantù  | 66-82         | 3 feb. 20:45  |
| 21 ott. 12:00 | 93-85       | Openjobmetis Varese-Dolomiti Energia Trentino | 71-74         | 2 feb. 20:30  |
| 21 ott. 17:00 | 90-86       | Alma Trieste-Germani Basket Brescia           | 85-77         | 3 feb. 19:05  |
| 21 ott. 17:30 | 107-83      | A\|X Armani Exchange-Oriora Pistoia           | 0-20          | 4 feb. 20:30  |
| 21 ott. 18:00 | 84-90       | Happy Casa Brindisi-Banco di Sardegna Sassari | 103-98        | 3 feb. 18:00  |
| 21 ott. 18:30 | 90-96       | Sidigas Avellino-Segafredo Virtus Bologna     | 66-88         | 3 feb. 17:00  |
| 21 ott. 19:00 | 97-62       | Umana Reyer Venezia-VL Pesaro                 | 89-86         | 3 feb. 17:30  |
| 21 ott. 20:45 | 85-98       | Grissin Bon Reggio Emilia-Fiat Torino         | 58-77         | 3 feb. 18:30  |

| andata (4ª)   | andata (4ª) | 4ª giornata                                      | ritorno (19ª) | ritorno (19ª) |
|               |             |                                                  |               |               |
| 27 ott. 18:30 | 64-87       | Dolomiti Energia Trentino-Umana Reyer Venezia    | 81-77         | 10 feb. 19:05 |
| 27 ott. 20:30 | 74-77       | Germani Basket Brescia-Sidigas Avellino          | 67-79         | 10 feb. 12:00 |
| 28 ott. 12:00 | 66-84       | Segafredo Virtus Bologna-Vanoli Basket Cremona   | 70-87         | 9 feb. 20:30  |
| 28 ott. 17:00 | 101-95      | Acqua S.Bernardo Cantù-Grissin Bon Reggio Emilia | 99-89         | 9 feb. 20:00  |
| 28 ott. 17:30 | 78-66       | Openjobmetis Varese-Alma Trieste                 | 104-96        | 10 feb. 17:30 |
| 28 ott. 18:15 | 82-97       | VL Pesaro-A\|X Armani Exchange                   | 74-111        | 10 feb. 18:15 |
| 28 ott. 19:00 | 96-82       | Banco di Sardegna Sassari-Fiat Torino            | 83-102        | 10 feb. 17:00 |
| 28 ott. 20:45 | 74-90       | Oriora Pistoia-Happy Casa Brindisi               | 70-80         | 10 feb. 20:45 |

| andata (5ª)  | andata (5ª) | 5ª giornata                                     | ritorno (20ª) | ritorno (20ª) |
|              |             |                                                 |               |               |
| 3 nov. 20:30 | 110-72      | Sidigas Avellino-Dolomiti Energia Trentino      | 79-97         | 3 mar. 18:30  |
| 4 nov. 12:00 | 74-68       | Grissin Bon Reggio Emilia-Openjobmetis Varese   | 80-92         | 3 mar. 17:00  |
| 4 nov. 17:00 | 84-81       | Germani Basket Brescia-VL Pesaro                | 92-86         | 3 mar. 20:45  |
| 4 nov. 17:30 | 94-75       | Umana Reyer Venezia-Segafredo Virtus Bologna    | 77-76         | 2 mar. 20:30  |
| 4 nov. 18:00 | 80-73       | Vanoli Basket Cremona-Banco di Sardegna Sassari | 20-0          | 3 mar. 12:00  |
| 4 nov. 18:30 | 96-79       | Alma Trieste-Oriora Pistoia                     | 90-77         | 3 mar. 18:00  |
| 4 nov. 19:00 | 76-59       | Happy Casa Brindisi-Acqua S.Bernardo Cantù      | 79-81         | 4 mar. 20:30  |
| 4 nov. 20:45 | 71-93       | Fiat Torino-A\|X Armani Exchange                | 91-110        | 3 mar. 19:05  |

| andata (6ª)   | andata (6ª) | 6ª giornata                                      | ritorno (21ª) | ritorno (21ª) |
|               |             |                                                  |               |               |
| 10 nov. 20:00 | 83-86       | Banco di Sardegna Sassari-Umana Reyer Venezia    | 90-98         | 10 mar. 19:05 |
| 10 nov. 20:30 | 76-75       | Dolomiti Energia Trentino-Germani Basket Brescia | 84-79         | 10 mar. 20:45 |
| 11 nov. 12:00 | 66-72       | Fiat Torino-Happy Casa Brindisi                  | 89-96         | 10 mar. 12:00 |
| 11 nov. 17:00 | 100-75      | A\|X Armani Exchange-Grissin Bon Reggio Emilia   | 71-67         | 11 mar. 20:30 |
| 11 nov. 17:30 | 90-81       | Segafredo Virtus Bologna-Acqua S.Bernardo Cantù  | 94-96         | 10 mar. 17:00 |
| 11 nov. 18:30 | 79-83       | Openjobmetis Varese-Sidigas Avellino             | 71-76         | 10 mar. 17:00 |
| 11 nov. 20:45 | 73-90       | Oriora Pistoia-Vanoli Basket Cremona             | 80-90         | 10 mar. 18:00 |
| 12 nov. 20:30 | 103-77      | VL Pesaro-Alma Trieste                           | 68-105        | 9 mar. 20:30  |

| andata (7ª)   | andata (7ª) | 7ª giornata                                | ritorno (22ª) | ritorno (22ª) |
|               |             |                                            |               |               |
| 17 nov. 19:00 | 85-74       | Alma Trieste-Dolomiti Energia Trentino     | 75-82         | 17 mar. 18:00 |
| 18 nov. 12:00 | 79-82       | Vanoli Basket Cremona-Openjobmetis Varese  | 64-83         | 17 mar. 17:10 |
| 18 nov. 17:00 | 75-91       | Grissin Bon Reggio Emilia-Sidigas Avellino | 59-91         | 17 mar. 19:00 |
| 18 nov. 17:30 | 82-79       | Segafredo Virtus Bologna-Fiat Torino       | 80-64         | 17 mar. 12:00 |
| 18 nov. 18:00 | 111-113     | Banco di Sardegna Sassari-Oriora Pistoia   | 90-82         | 17 mar. 18:30 |
| 18 nov. 19:00 | 72-65       | Happy Casa Brindisi-Germani Basket Brescia | 80-97         | 17 mar. 19:15 |
| 18 nov. 20:45 | 81-84       | Umana Reyer Venezia-A\|X Armani Exchange   | 87-86         | 17 mar. 17:05 |
| 19 nov. 20:30 | 87-90       | Acqua S.Bernardo Cantù-VL Pesaro           | 80-72         | 17 mar. 17:30 |

| andata (8ª)   | andata (8ª) | 8ª giornata                                         | ritorno (23ª) | ritorno (23ª) |
|               |             |                                                     |               |               |
| 24 nov. 18:30 | 82-84       | Grissin Bon Reggio Emilia-Oriora Pistoia            | 80-76         | 24 mar. 20:45 |
| 25 nov. 12:00 | 102-82      | Alma Trieste-Acqua S.Bernardo Cantù                 | 88-66         | 24 mar. 17:30 |
| 25 nov. 17:00 | 49-79       | Sidigas Avellino-Umana Reyer Venezia                | 65-76         | 24 mar. 17:00 |
| 25 nov. 17:30 | 76-75       | A\|X Armani Exchange-Vanoli Basket Cremona          | 72-76         | 24 mar. 19:05 |
| 25 nov. 18:00 | 85-67       | Openjobmetis Varese-Happy Casa Brindisi             | 77-81         | 24 mar. 18:30 |
| 25 nov. 18:30 | 71-66       | Dolomiti Energia Trentino-Banco di Sardegna Sassari | 70-88         | 24 mar. 18:15 |
| 25 nov. 19:00 | 89-86       | VL Pesaro-Segafredo Virtus Bologna                  | 70-78         | 23 mar. 20:30 |
| 25 nov. 21:15 | 83-76       | Germani Basket Brescia-Fiat Torino                  | 91-89         | 24 mar. 18:00 |

| andata (9ª)  | andata (9ª) | 9ª giornata                                        | ritorno (24ª) | ritorno (24ª) |
|              |             |                                                    |               |               |
| 8 dic. 20:30 | 86-84       | Fiat Torino-Dolomiti Energia Trentino              | 87-95         | 30 mar. 20:30 |
| 9 dic. 12:00 | 73-70       | Oriora Pistoia-Germani Basket Brescia              | 79-87         | 31 mar. 18:30 |
| 9 dic. 17:00 | 82-81       | Sidigas Avellino-VL Pesaro                         | 89-91         | 31 mar. 17:30 |
| 9 dic. 17:30 | 74-101      | Acqua S.Bernardo Cantù-A\|X Armani Exchange        | 91-98         | 31 mar. 17:00 |
| 9 dic. 18:00 | 67-75       | Happy Casa Brindisi-Grissin Bon Reggio Emilia      | 76-82         | 31 mar. 19:05 |
| 9 dic. 18:30 | 87-78       | Vanoli Basket Cremona-Alma Trieste                 | 80-97         | 31 mar. 12:00 |
| 9 dic. 19:00 | 61-66       | Umana Reyer Venezia-Openjobmetis Varese            | 79-87         | 31 mar. 20:45 |
| 9 dic. 20:45 | 74-86       | Segafredo Virtus Bologna-Banco di Sardegna Sassari | 72-90         | 31 mar. 18:00 |

| andata (10ª)  | andata (10ª) | 10ª giornata                                        | ritorno (25ª) | ritorno (25ª) |
|               |              |                                                     |               |               |
| 15 dic. 20:30 | 68-60        | Dolomiti Energia Trentino-Grissin Bon Reggio Emilia | 84-80         | 7 apr. 18:00  |
| 16 dic. 12:00 | 81-63        | Germani Basket Brescia-Acqua S.Bernardo Cantù       | 76-82         | 7 apr. 20:45  |
| 16 dic. 17:00 | 106-107      | Banco di Sardegna Sassari-A\|X Armani Exchange      | 93-79         | 7 apr. 17:00  |
| 16 dic. 17:30 | 77-60        | Openjobmetis Varese-Fiat Torino                     | 66-72         | 7 apr. 12:00  |
| 16 dic. 18:00 | 70-59        | Umana Reyer Venezia-Happy Casa Brindisi             | 65-71         | 7 apr. 19:30  |
| 16 dic. 18:30 | 71-81        | Oriora Pistoia-Segafredo Virtus Bologna             | 78-67         | 7 apr. 19:05  |
| 16 dic. 19:05 | 106-122      | VL Pesaro-Vanoli Basket Cremona                     | 64-97         | 7 apr. 18:30  |
| 16 dic. 20:45 | 110-64       | Alma Trieste-Sidigas Avellino                       | 97-96         | 9 apr. 20:30  |

| andata (11ª)  | andata (11ª) | 11ª giornata                                 | ritorno (26ª) | ritorno (26ª)                                                     |
|               |              |                                              |               |                                                                   |
| 22 dic. 20:30 | 88-91        | Vanoli Basket Cremona-Germani Basket Brescia | 89-86         | 14 apr. 19:05                                                     |
| 22 dic. 21:00 | 89-81        | Happy Casa Brindisi-Segafredo Virtus Bologna | 77-61         | 14 apr. Archiviato il 18 febbraio 2019 in Internet Archive. 20:45 |
| 23 dic. 12:00 | 86-78        | Sidigas Avellino-Banco di Sardegna Sassari   | 84-105        | 14 apr. 12:00                                                     |
| 23 dic. 17:00 | 72-67        | A\|X Armani Exchange-Openjobmetis Varese     | 94-84         | 13 apr. 20:30                                                     |
| 23 dic. 18:00 | 65-77        | VL Pesaro-Dolomiti Energia Trentino          | 76-81         | 14 apr. 19:30                                                     |
| 23 dic. 18:30 | 86-80        | Fiat Torino-Oriora Pistoia                   | 81-78         | 14 apr. 18:30                                                     |
| 23 dic. 19:05 | 71-84        | Grissin Bon Reggio Emilia-Alma Trieste       | 88-104        | 14 apr. 19:00                                                     |
| 23 dic. 20:45 | 71-93        | Acqua S.Bernardo Cantù-Umana Reyer Venezia   | 90-94         | 14 apr. 17:00                                                     |

| andata (12ª)  | andata (12ª) | 12ª giornata                                       | ritorno (27ª) | ritorno (27ª) |
|               |              |                                                    |               |               |
| 25 dic. 17:00 | 89-71        | Openjobmetis Varese-Acqua S.Bernardo Cantù         | 75-84         | 20 apr. 19:05 |
| 25 dic. 19:00 | 87-75        | A\|X Armani Exchange-Germani Basket Brescia        | 86-92         | 20 apr. 20:30 |
| 25 dic. 21:00 | 81-69        | Segafredo Virtus Bologna-Grissin Bon Reggio Emilia | 89-81         | 20 apr. 20:30 |
| 26 dic. 17:30 | 75-83        | Umana Reyer Venezia-Alma Trieste                   | 85-104        | 20 apr. 20:15 |
| 26 dic. 18:15 | 114-73       | Banco di Sardegna Sassari-VL Pesaro                | 88-81         | 20 apr. 20:45 |
| 26 dic. 18:15 | 70-78        | Oriora Pistoia-Dolomiti Energia Trentino           | 73-82         | 20 apr. 17:00 |
| 26 dic. 19:00 | 80-86        | Happy Casa Brindisi-Vanoli Basket Cremona          | 86-93         | 20 apr. 19:30 |
| 26 dic. 20:45 | 79-96        | Fiat Torino-Sidigas Avellino                       | 82-109        | 20 apr. 20:00 |

| andata (13ª)  | andata (13ª) | 13ª giornata                                       | ritorno (28ª) | ritorno (28ª) |
|               |              |                                                    |               |               |
| 30 dic. 12:00 | 100-79       | Acqua S.Bernardo Cantù-Oriora Pistoia              | 84-74         | 27 apr. 20:30 |
| 30 dic. 17:00 | 71-95        | Germani Basket Brescia-Banco di Sardegna Sassari   | 87-95         | 28 apr. 18:00 |
| 30 dic. 17:00 | 85-81        | Sidigas Avellino-A\|X Armani Exchange              | 79-85         | 28 apr. 20:45 |
| 30 dic. 17:00 | 71-92        | Alma Trieste-Happy Casa Brindisi                   | 77-85         | 28 apr. 19:30 |
| 30 dic. 17:30 | 71-65        | Dolomiti Energia Trentino-Segafredo Virtus Bologna | 69-74         | 28 apr. 17:00 |
| 30 dic. 18:00 | 82-74        | Grissin Bon Reggio Emilia-Umana Reyer Venezia      | 71-76         | 28 apr. 17:30 |
| 30 dic. 19:05 | 100-87       | Vanoli Basket Cremona-Fiat Torino                  | 94-88         | 28 apr. 19:05 |
| 30 dic. 20:45 | 78-98        | VL Pesaro-Openjobmetis Varese                      | 75-81         | 28 apr. 18:30 |

| andata (14ª) | andata (14ª) | 14ª giornata                                    | ritorno (29ª) | ritorno (29ª) |
|              |              |                                                 |               |               |
| 5 gen. 20:45 | 68-70        | Happy Casa Brindisi-Sidigas Avellino            | 87-83         | 5 mag. 20:45  |
| 6 gen. 12:00 | 78-67        | Umana Reyer Venezia-Vanoli Basket Cremona       | 65-80         | 5 mag. 20:45  |
| 6 gen. 17:00 | 86-78        | A\|X Armani Exchange-Dolomiti Energia Trentino  | 79-77         | 5 mag. 20:45  |
| 6 gen. 17:30 | 96-106       | Fiat Torino-Acqua S.Bernardo Cantù              | 76-86         | 5 mag. 20:45  |
| 6 gen. 18:15 | 88-80        | Segafredo Virtus Bologna-Germani Basket Brescia | 75-77         | 24 apr. 20:30 |
| 6 gen. 18:30 | 102-97       | Banco di Sardegna Sassari-Alma Trieste          | 86-65         | 5 mag. 20:45  |
| 6 gen. 19:05 | 71-65        | Oriora Pistoia-Openjobmetis Varese              | 70-98         | 5 mag. 20:45  |
| 6 gen. 20:45 | 108-66       | Grissin Bon Reggio Emilia-VL Pesaro             | 100-73        | 5 mag. 20:45  |

| andata (15ª)                                                     | andata (15ª) | 15ª giornata                                     | ritorno (30ª) | ritorno (30ª) |
|                                                                  |              |                                                  |               |               |
| 12 gen. 20:00                                                    | 72-70        | Germani Basket Brescia-Umana Reyer Venezia       | 70-86         | 12 mag. 20:30 |
| 12 gen. 20:30                                                    | 88-97        | Acqua S.Bernardo Cantù-Banco di Sardegna Sassari | 81-87         | 12 mag. 20:30 |
| 13 gen. 12:00                                                    | 102-98       | VL Pesaro-Fiat Torino                            | 71-93         | 12 mag. 20:30 |
| 13 gen. 17:00                                                    | 76-79        | Dolomiti Energia Trentino-Happy Casa Brindisi    | 81-76         | 12 mag. 20:30 |
| 13 gen. 18:00                                                    | 82-78        | Sidigas Avellino-Oriora Pistoia                  | 88-73         | 12 mag. 20:30 |
| 13 gen. 18:30                                                    | 73-77        | Alma Trieste-A\|X Armani Exchange                | 88-93         | 12 mag. 20:30 |
| 13 gen. Archiviato il 21 gennaio 2019 in Internet Archive. 19:05 | 98-81        | Vanoli Basket Cremona-Grissin Bon Reggio Emilia  | 81-82         | 12 mag. 20:30 |
| 13 gen. 20:45                                                    | 79-86        | Openjobmetis Varese-Segafredo Virtus Bologna     | 72-84         | 12 mag. 20:30 |

## Play-off
Ogni serie dei quarti di finale e di semifinale è al meglio delle 5 partite: l'ordine delle partite è: gara-1, gara-2 ed eventuale gara-5 in casa della meglio classificata. La finale invece è al meglio delle 7 partite: l'ordine delle partite è: gara-1, gara-2 in casa della meglio classificata, gara-3 e gara-4 in casa dell'avversaria, eventuali gara-5 e gara-7 in casa della meglio classificata, eventuale gara-6 in casa dell'avversaria.

### Tabellone
Aggiornato al 21 giugno 2019.
|  | Quarti di finale | Quarti di finale  | Quarti di finale | Quarti di finale | Quarti di finale | Quarti di finale | Quarti di finale |    |                | Semifinali     | Semifinali | Semifinali | Semifinali | Semifinali | Semifinali | Semifinali |  |  | Finale | Finale         | Finale | Finale | Finale | Finale | Finale | Finale | Finale |
|  |                  |                   |                  |                  |                  |                  |                  |    |                |                |            |            |            |            |            |            |  |  |        |                |        |        |        |        |        |        |        |
|  | 1                | Olimpia Milano    | 74               | 76               | 62               | 86               | 92               |    |                |                |            |            |            |            |            |            |  |  |        |                |        |        |        |        |        |        |        |
|  | 8                | Scandone Avellino | 82               | 61               | 69               | 80               | 76               |    |                |                |            |            |            |            |            |            |  |  |        |                |        |        |        |        |        |        |        |
|  | 8                | Scandone Avellino | 82               | 61               | 69               | 80               | 76               |    | 1              | Olimpia Milano | 79         | 101        | 96         | –          | –          |            |  |  |        |                |        |        |        |        |        |        |        |
|  |                  |                   |                  |                  |                  |                  |                  |    | 1              | Olimpia Milano | 79         | 101        | 96         | –          | –          |            |  |  |        |                |        |        |        |        |        |        |        |
|  |                  | 4                 | Dinamo Sassari   | 86               | 112              | 108              | –                | –  |                |                |            |            |            |            |            |            |  |  |        |                |        |        |        |        |        |        |        |
|  | 4                | 4                 | Dinamo Sassari   | 86               | 112              | 108              | –                | –  | Dinamo Sassari | 89             | 106        | 92         | –          | –          |            |            |  |  |        |                |        |        |        |        |        |        |        |
|  | 4                |                   |                  |                  |                  |                  |                  |    | Dinamo Sassari | 89             | 106        | 92         | –          | –          |            |            |  |  |        |                |        |        |        |        |        |        |        |
|  | 5                | N.B. Brindisi     | 73               | 97               | 87               | –                | –                |    |                |                |            |            |            |            |            |            |  |  |        |                |        |        |        |        |        |        |        |
|  |                  |                   |                  |                  |                  |                  |                  |    |                |                |            |            |            |            |            |            |  |  | 4      | Dinamo Sassari | 70     | 80     | 73     | 95     | 65     | 87     | 61     |
|  |                  |                   | 3                | Reyer Venezia    | 72               | 66               | 76               | 88 | 78             | 77             | 87         |            |            |            |            |            |  |  |        |                |        |        |        |        |        |        |        |
|  | 3                | Reyer Venezia     | 67               | 69               | 59               | 51               | 87               |    |                |                |            |            |            |            |            |            |  |  |        |                |        |        |        |        |        |        |        |
|  | 6                | Aquila Trento     | 57               | 51               | 72               | 61               | 62               |    |                |                |            |            |            |            |            |            |  |  |        |                |        |        |        |        |        |        |        |
|  | 6                | Aquila Trento     | 57               | 51               | 72               | 61               | 62               |    | 3              | Reyer Venezia  | 87         | 74         | 73         | 78         | 79         |            |  |  |        |                |        |        |        |        |        |        |        |
|  |                  |                   |                  |                  |                  |                  |                  |    | 3              | Reyer Venezia  | 87         | 74         | 73         | 78         | 79         |            |  |  |        |                |        |        |        |        |        |        |        |
|  |                  | 2                 | Vanoli Cremona   | 80               | 78               | 75               | 75               | 69 |                |                |            |            |            |            |            |            |  |  |        |                |        |        |        |        |        |        |        |
|  | 2                | 2                 | Vanoli Cremona   | 80               | 78               | 75               | 75               | 69 | Vanoli Cremona | 82             | 89         | 86         | 81         | –          |            |            |  |  |        |                |        |        |        |        |        |        |        |
|  | 2                |                   |                  |                  |                  |                  |                  |    | Vanoli Cremona | 82             | 89         | 86         | 81         | –          |            |            |  |  |        |                |        |        |        |        |        |        |        |
|  | 7                | Pall. Trieste     | 75               | 81               | 91               | 78               | –                |    |                |                |            |            |            |            |            |            |  |  |        |                |        |        |        |        |        |        |        |

### Quarti di finale

#### Milano - Avellino
| Arbitri: | Mazzoni (Grosseto) Sardella (Rimini) Perciavalle (Torino) |

|                                  |            |                                      |
| Micov 23 Jerrells 12 Nunnally 11 | Punti      | 21 Sykes 18 Udanoh 11 Filloy, Harper |
| Cinciarini 4                     | Assist     | 10 Sykes                             |
| Brooks, Tarczewski 6             | Rimbalzi   | 9 Udanoh                             |
| Simone Pianigiani                | Allenatori | Massimo Maffezzoli                   |

| Arbitri: | Sahin (Messina) Baldini (Firenze) Giovannetti (Terni) |

|                                  |            |                            |
| Nunnally 19 Jerrells 18 Micov 12 | Punti      | 23 Sykes 13 Harper 9 Young |
| Jerrells 4                       | Assist     | 3 Harper                   |
| Tarczewski 8                     | Rimbalzi   | 4 Young                    |
| Simone Pianigiani                | Allenatori | Massimo Maffezzoli         |

| Arbitri: | Paternicò (Piazza Armerina) Martolini (Roma) Quarta (Torino) |

|                                      |            |                                               |
| Filloy 16 Harper, Udanoh 14 Sykes 13 | Punti      | 12 Cinciarini 10 Jerrells, Tarczewski 9 Micov |
| Udanoh 4                             | Assist     | 5 Cinciarini                                  |
| Udanoh 8                             | Rimbalzi   | 12 Tarczewski                                 |
| Massimo Maffezzoli                   | Allenatori | Simone Pianigiani                             |

| Arbitri: | Filippini (San Lazzaro di Savena) Lo Guzzo (Pisa) Bartoli (Trieste) |

|                               |            |                                                   |
| Harper 29 Sykes 14 Nichols 11 | Punti      | 28 Nunnally 15 Jerrells, Kuzminskas 10 Tarczewski |
| Filloy, Harper, Sykes 4       | Assist     | 4 Cinciarini                                      |
| Costello 7                    | Rimbalzi   | 11 Kuzminskas                                     |
| Massimo Maffezzoli            | Allenatori | Simone Pianigiani                                 |

| Arbitri: | Sahin (Messina) Weidmann (Campobasso) Giovannetti (Terni) |

|                                                  |            |                                       |
| Nunnally 25 Nedović 13 Kuzminskas, Tarczewski 12 | Punti      | 15 Harper, Nichols 14 Udanoh 11 Sykes |
| Nunnally 7                                       | Assist     | 6 Harper                              |
| Brooks, Tarczewski 7                             | Rimbalzi   | 9 Udanoh                              |
| Simone Pianigiani                                | Allenatori | Massimo Maffezzoli                    |

#### Sassari - Brindisi
| Arbitri: | Begnis (Crema) Attard (Priolo Gargallo) Quarta (Torino) |

|                               |            |                                              |
| Pierre 21 Cooley 16 Thomas 15 | Punti      | 18 Banks 15 Moraschini 12 Brown III, Gaffney |
| Spissu 11                     | Assist     | 7 Chappell                                   |
| Thomas 9                      | Rimbalzi   | 8 Brown III                                  |
| Gianmarco Pozzecco            | Allenatori | Francesco Vitucci                            |

| Arbitri: | Lo Guzzo (Pisa) Weidmann (Campobasso) Bartoli (Trieste) |

|                                         |            |                                     |
| Thomas 17 Spissu 16 Pierre, Polonara 15 | Punti      | 27 Banks 19 Moraschini 17 Brown III |
| Gentile 7                               | Assist     | 7 Banks, Moraschini                 |
| Pierre 15                               | Rimbalzi   | 6 Gaffney                           |
| Gianmarco Pozzecco                      | Allenatori | Francesco Vitucci                   |

| Arbitri: | Mazzoni (Grosseto) Sardella (Rimini) Perviciavalle (Torino) |

|                                          |            |                               |
| Banks 25 Gaffney 16 Brown III, Greene 10 | Punti      | 20 Cooley 18 Thomas 16 Pierre |
| Banks 5                                  | Assist     | 5 Pierre                      |
| Banks, Chappell 4                        | Rimbalzi   | 9 Cooley                      |
| Francesco Vitucci                        | Allenatori | Gianmarco Pozzecco            |

#### Cremona - Trieste
| Arbitri: | Lanzarini (Bologna) Biggi (Cassina de' Pecchi) Borgo (Grumolo delle Abbadesse) |

|                                   |            |                                        |
| Crawford 21 Diener 18 Saunders 14 | Punti      | 16 Dragić 10 Da Ros, Strautiņš 9 Perić |
| Saunders 4                        | Assist     | 4 Wright                               |
| Mathiang 18                       | Rimbalzi   | 8 Da Ros                               |
| Romeo Sacchetti                   | Allenatori | Eugenio Dalmasson                      |

| Arbitri: | Rossi (Anghiari) Vicino (Argelato) Bettini (Bologna) |

|                                    |            |                                           |
| Crawford 23 Aldridge 14 Ruzzier 12 | Punti      | 21 Knox 16 Strautiņš 12 Cavaliero, Da Ros |
| Saunders, Diener 5                 | Assist     | 4 Wright                                  |
| Mathiang 14                        | Rimbalzi   | 7 Strautiņš                               |
| Romeo Sacchetti                    | Allenatori | Eugenio Dalmasson                         |

| Arbitri: | Filippini (San Lazzaro di Savena) Weidmann (Campobasso) Borgioni (Roma) |

|                                           |            |                                  |
| Dragić 26 Cavaliero 16 Da Ros, Sanders 10 | Punti      | 26 Crawford 14 Mathiang 13 Ricci |
| Fernández, Wright 4                       | Assist     | 6 Diener                         |
| Mosley 8                                  | Rimbalzi   | 12 Saunders                      |
| Eugenio Dalmasson                         | Allenatori | Romeo Sacchetti                  |

| Arbitri: | Mazzoni (Grosseto) Paglialunga (Massafra) Giovannetti (Terni) |

|                              |            |                                     |
| Wright 18 Sanders 12 Knox 10 | Punti      | 33 Crawford 16 Mathiang 14 Saunders |
| Sanders 6                    | Assist     | 4 Diener, Saunders                  |
| Mosley 14                    | Rimbalzi   | 10 Mathiang                         |
| Eugenio Dalmasson            | Allenatori | Romeo Sacchetti                     |

#### Venezia - Trento
| Arbitri: | Paternicò (Piazza Armerina) Martolini (Roma) Borgioni (Roma) |

|                                          |            |                            |
| Haynes 14 Vidmar 13 Bramos, De Nicolao 8 | Punti      | 18 Marble 11 Gomes 9 Craft |
| Haynes 5                                 | Assist     | 2 Craft, Forray            |
| Stone, Watt 9                            | Rimbalzi   | 12 Hogue                   |
| Walter De Raffaele                       | Allenatori | Maurizio Buscaglia         |

| Arbitri: | Begnis (Crema) Attard (Priolo Gargallo) Paglialunga (Massafra) |

|                             |            |                                                    |
| Daye 15 Bramos 12 Vidmar 11 | Punti      | 11 Forray 9 Craft 7 Flaccadori, Jovanović, Pascolo |
| De Nicolao 5                | Assist     | 3 Flaccadori                                       |
| Stone 8                     | Rimbalzi   | 10 Gomes                                           |
| Walter De Raffaele          | Allenatori | Maurizio Buscaglia                                 |

| Arbitri: | Sahin (Messina) Biggi (Cassina de' Pecchi) Baldini (Firenze) |

|                                    |            |                          |
| Gomes, Marble 17 Craft 11 Forray 8 | Punti      | 15 Haynes 14 Watt 9 Daye |
| Craft 4                            | Assist     | 4 Stone                  |
| Craft 11                           | Rimbalzi   | 6 Watt                   |
| Maurizio Buscaglia                 | Allenatori | Walter De Raffaele       |

| Arbitri: | Lanzarini (Bologna) Weidmann (Campobasso) Bettini (Bologna) |

|                                       |            |                                              |
| Marble 16 Hogue 12 Craft, Jovanović 9 | Punti      | 15 Bramos 10 Watt 7 Daye, De Nicolao, Haynes |
| Gomes, Marble 3                       | Assist     | 3 De Nicolao, Watt                           |
| Hogue 11                              | Rimbalzi   | 8 Stone                                      |
| Maurizio Buscaglia                    | Allenatori | Walter De Raffaele                           |

| Arbitri: | Begnis (Crema) Biggi (Cassina de' Pecchi) Borgo (Grumolo delle Abbadesse) |

|                             |            |                             |
| Haynes 23 Bramos 19 Daye 13 | Punti      | 16 Marble 14 Gomes 13 Craft |
| De Nicolao 10               | Assist     | 4 Hogue                     |
| Daye 11                     | Rimbalzi   | 8 Hogue                     |
| Walter De Raffaele          | Allenatori | Maurizio Buscaglia          |

### Semifinali

#### Milano - Sassari
| Arbitri: | Mazzoni (Grosseto) Rossi (Anghiari) Vicino (Argelato) |

|                                 |            |                                  |
| Micov 16 James 12 Tarczewski 10 | Punti      | 26 Gentile 25 Thomas 13 Polonara |
| Micov 5                         | Assist     | 4 Pierre                         |
| Tarczewski 13                   | Rimbalzi   | 11 Pierre, Polonara              |
| Simone Pianigiani               | Allenatori | Gianmarco Pozzecco               |

| Arbitri: | Begnis (Crema) Sardella (Rimini) Bettini (Bologna) |

|                               |            |                                  |
| James 32 Micov 21 Nunnally 17 | Punti      | 29 Polonara 21 Pierre 15 Gentile |
| James 3                       | Assist     | 4 Spissu                         |
| Brooks, Tarczewski 8          | Rimbalzi   | 17 Thomas                        |
| Simone Pianigiani             | Allenatori | Gianmarco Pozzecco               |

| Arbitri: | Filippini (San Lazzaro di Savena) Martolini (Roma) Weidmann (Campobasso) |

|                              |            |                                             |
| Smith 29 Thomas 22 Cooley 20 | Punti      | 19 Nunnally 18 Kuzminskas, James 16 Nedović |
| Gentile, Thomas 6            | Assist     | 7 James                                     |
| Thomas 8                     | Rimbalzi   | 9 Tarczewski                                |
| Gianmarco Pozzecco           | Allenatori | Simone Pianigiani                           |

#### Cremona - Venezia
| Arbitri: | Paternicò (Piazza Armerina) Attard (Priolo Gargallo) Paglialunga (Massafra) |

|                                             |            |                                  |
| Diener 15 Crawford, Saunders 14 Mathiang 11 | Punti      | 22 Watt 11 Bramos, Daye 10 Stone |
| Diener 6                                    | Assist     | 5 Haynes                         |
| Mathiang 15                                 | Rimbalzi   | 7 Watt                           |
| Romeo Sacchetti                             | Allenatori | Walter De Raffaele               |

| Arbitri: | Lanzarini (Bologna) Lo Guzzo (Pisa) Quarta (Torino) |

|                                   |            |                           |
| Saunders 18 Diener 14 Mathiang 13 | Punti      | 17 Watt 14 Daye 13 Haynes |
| Diener, Saunders 5                | Assist     | 7 Stone                   |
| Mathiang, Stojanović 9            | Rimbalzi   | 5 Mazzola, Stone, Watt    |
| Romeo Sacchetti                   | Allenatori | Walter De Raffaele        |

| Arbitri: | Sahin (Messina) Biggi (Cassina de' Pecchi) Borgo (Grumolo delle Abbadesse) |

|                                  |            |                                     |
| Daye 18 Watt 15 Bramos, Tonut 11 | Punti      | 18 Saunders 16 Crawford 15 Mathiang |
| Haynes 5                         | Assist     | 5 Diener                            |
| Watt 12                          | Rimbalzi   | 11 Mathiang                         |
| Walter De Raffaele               | Allenatori | Romeo Sacchetti                     |

| Arbitri: | Paternicò (Piazza Armerina) Rossi (Anghiari) Baldini (Firenze) |

|                          |            |                                    |
| Watt 19 Tonut 17 Daye 11 | Punti      | 22 Mathiang 14 Ruzzier 10 Saunders |
| Stone 4                  | Assist     | 4 Ruzzier                          |
| Vidmar 10                | Rimbalzi   | 7 Mathiang                         |
| Walter De Raffaele       | Allenatori | Romeo Sacchetti                    |

| Arbitri: | Lanzarini (Bologna) Mazzoni (Grosseto) Vicino (Argelato) |

|                                   |            |                             |
| Saunders 21 Crawford 13 Diener 10 | Punti      | 22 Bramos 20 Daye 11 Vidmar |
| Diener 4                          | Assist     | 3 Daye                      |
| Mathiang 14                       | Rimbalzi   | 8 Stone                     |
| Romeo Sacchetti                   | Allenatori | Walter De Raffaele          |

### Finale

#### Venezia - Sassari
| Arbitri: | Filippini (San Lazzaro di Savena) Lo Guzzo (Pisa) Attard (Priolo Gargallo) |

|                            |            |                                        |
| Haynes 15 Watt 14 Tonut 11 | Punti      | 19 McGee 13 Thomas 12 Cooley           |
| Stone 3                    | Assist     | 2 McGee, Pierre, Smith, Spissu, Thomas |
| Stone, Vidmar 4            | Rimbalzi   | 11 Cooley                              |
| Walter De Raffaele         | Allenatori | Gianmarco Pozzecco                     |

| Arbitri: | Sahin (Messina) Lanzarini (Bologna) Weidmann (Campobasso) |

|                                 |            |                             |
| Daye 20 Giuri 8 Haynes, Tonut 7 | Punti      | 19 Smith 16 Cooley 14 McGee |
| Bramos, Giuri, Haynes, Stone 2  | Assist     | 6 Smith                     |
| Daye 8                          | Rimbalzi   | 11 Cooley                   |
| Walter De Raffaele              | Allenatori | Gianmarco Pozzecco          |

| Arbitri: | Paternicò (Piazza Armerina) Mazzoni (Grosseto) Martolini (Roma) |

|                                          |            |                                        |
| Thomas 17 Pierre 15 Gentile, Polonara 10 | Punti      | 22 Daye 10 Tonut 9 Haynes, Stone, Watt |
| McGee, Spissu, Thomas 3                  | Assist     | 3 Daye, De Nicolao, Vidmar             |
| Cooley, Pierre 8                         | Rimbalzi   | 7 Daye, Watt                           |
| Gianmarco Pozzecco                       | Allenatori | Walter De Raffaele                     |

| Arbitri: | Begnis (Crema) Rossi (Anghiari) Biggi (Cassina de' Pecchi) |

|                                       |            |                            |
| Thomas 19 Cooley 18 Carter, Pierre 12 | Punti      | 22 Haynes 16 Daye 10 Watt  |
| Smith 4                               | Assist     | 6 Stone                    |
| Cooley 9                              | Rimbalzi   | 5 Bramos, De Nicolao, Watt |
| Gianmarco Pozzecco                    | Allenatori | Walter De Raffaele         |

| Arbitri: | Paternicò (Piazza Armerina) Filippini (San Lazzaro di Savena) Quarta (Torino) |

|                             |            |                                    |
| Daye 20 Bramos 11 Haynes 10 | Punti      | 20 Thomas 17 Spissu 6 McGee, Smith |
| Haynes, Stone 4             | Assist     | 3 Spissu                           |
| Daye 7                      | Rimbalzi   | 11 Pierre                          |
| Walter De Raffaele          | Allenatori | Gianmarco Pozzecco                 |

| Arbitri: | Lanzarini (Bologna) Mazzoni (Grosseto) Weidmann (Campobasso) |

|                               |            |                                 |
| Cooley 26 Thomas 18 Spissu 11 | Punti      | 17 Watt 15 Bramos 11 De Nicolao |
| Pierre, Spissu, Thomas 4      | Assist     | 6 De Nicolao                    |
| Cooley 11                     | Rimbalzi   | 7 Daye                          |
| Gianmarco Pozzecco            | Allenatori | Walter De Raffaele              |

| Arbitri: | Paternicò (Piazza Armerina) Begnis (Crema) Rossi (Anghiari) |

|                             |            |                                           |
| Bramos 22 Haynes 21 Daye 13 | Punti      | 16 Thomas 9 Cooley, McGee, Smith 8 Spissu |
| Stone 4                     | Assist     | 3 McGee                                   |
| Mazzola 7                   | Rimbalzi   | 11 Cooley                                 |
| Walter De Raffaele          | Allenatori | Gianmarco Pozzecco                        |

## Verdetti

### Squadra campione
- Campione d'Italia:  Umana Reyer Venezia (4º titolo)

| Maglia                                                                                   | Giocatori | Presenze (playoff) | Punti (playoff) |
| ---------------------------------------------------------------------------------------- | --------- | ------------------ | --------------- |
| Reyer Venezia                                                                            |           |                    |                 |
| Mitchell Watt                                                                            | 30 (+17)  | 460 (+197)         |                 |
| Marquez Haynes                                                                           | 30 (+17)  | 281 (+199)         |                 |
| Andrea De Nicolao                                                                        | 30 (+17)  | 124 (+88)          |                 |
| Michael Bramos                                                                           | 29 (+17)  | 278 (+190)         |                 |
| Paul Biligha                                                                             | 29 (+3)   | 119 (+0)           |                 |
| Austin Daye                                                                              | 28 (+17)  | 343 (+234)         |                 |
| Julyan Stone                                                                             | 27 (+17)  | 177 (+69)          |                 |
| Stefano Tonut                                                                            | 26 (+13)  | 263 (+93)          |                 |
| Bruno Cerella                                                                            | 25 (+17)  | 26 (+45)           |                 |
| Valerio Mazzola                                                                          | 22 (+17)  | 81 (+32)           |                 |
| Gašper Vidmar                                                                            | 21 (+17)  | 108 (+100)         |                 |
| Marco Giuri                                                                              | 21 (+11)  | 92 (+21)           |                 |
| Deron Washington                                                                         | 8 (+0)    | 62 (+0)            |                 |
| D.J. Kennedy                                                                             | 5 (+0)    | 24 (+0)            |                 |
| Davide Casarin                                                                           | 1 (+2)    | 2 (+0)             |                 |
| Allenatore: Walter De Raffaele                                                           |           |                    |                 |
| Altri giocatori: Mihajlo Jerkovic (presenze: 2+0, punti: 0+0), Tomáš Kyzlink (1+0, 0+0). |           |                    |                 |

### Altri verdetti
- Retrocessioni in Serie A2: Auxilium Torino
- Coppa Italia: Vanoli Cremona
- Supercoppa italiana: Olimpia Milano

### Premi

#### Regular Season
- MVP:  Drew Crawford ( Vanoli Cremona)
- Miglior allenatore:  Romeo Sacchetti  ( Vanoli Cremona)
- Miglior Under-22:  Tony Carr  ( Pall. Cantù)
- Miglior italiano:  Riccardo Moraschini  ( N.B. Brindisi)
- Migliore rivelazione:  John Brown III  ( N.B. Brindisi)
- Migliore difensore:  Aaron Craft  ( Aquila Trento)
- Migliore dirigente:  Simone Giofrè ( N.B. Brindisi)
- Marketing Award:  Reyer Venezia

#### LBA Playoff
- MVP delle finali:  Austin Daye ( Reyer Venezia)
- Miglior rimbalzista:  Jack Cooley ( Dinamo Sassari)
- Miglior italiano:  Marco Spissu ( Dinamo Sassari)
- Miglior quintetto:
P: Marquez Haynes ( Reyer Venezia)
G: Michael Bramos ( Reyer Venezia)
A: Dyshawn Pierre ( Dinamo Sassari)
A: Rashawn Thomas ( Dinamo Sassari)
C: Jack Cooley ( Dinamo Sassari)

Fonte: LegaBasket

## Squadre italiane nelle competizioni europee
| Squadra                     | Competizione     | Andamento                  |
| --------------------------- | ---------------- | -------------------------- |
| A\|X Armani Exchange Milano | Euroleague       | Stagione regolare          |
| Dolomiti Energia Trento     | Eurocup          | Stagione regolare          |
| Germani Basket Brescia      | Eurocup          | Stagione regolare          |
| Fiat Torino                 | Eurocup          | Stagione regolare          |
| Segafredo Virtus Bologna    | Champions League | Campione                   |
| Umana Reyer Venezia         | Champions League | Ottavi di finale           |
| Sidigas Avellino            | Champions League | Stagione regolare          |
| Acqua San Bernardo Cantù    | Champions League | 2º turno di qualificazione |
| Banco di Sardegna Sassari   | FIBA Europe Cup  | Campione                   |
| Openjobmetis Varese         | FIBA Europe Cup  | Semifinale                 |